# Valentín Viola
Valentín Nicolás Viola dit Titín Viola, né le 28 août 1991 à Moreno en Argentine, est un footballeur argentin évoluant depuis janvier 2017 à Nueva Chicago.

## Biographie
Formé au Racing Club Avellaneda, Valentín Viola découvre l'Europe en rejoignant le Sporting Portugal pour la saison 2012-2013. Néanmoins, avant d'intégrer l'entraînement dans son nouveau club, il impose la condition de pouvoir disputer la finale de la Coupe d'Argentine de football avec le Racing Club Avellaneda contre Boca Juniors le 8 août 2012. Il quitte son club formateur sur une bonne note en inscrivant l'unique but de son équipe, mais il ne peut empêcher la défaite sur le score de 2-1. Le 27 août 2012, il fait ses débuts sous le maillot du Sporting Portugal en entrant à la 78e minute du match de championnat contre Rio Ave. En 2013-2014, il est prêté dans son club formateur au Racing Club Avellaneda. En 2014-2015, le Sporting le prête à nouveau, cette fois en Turquie, dans le club de Karabükspor.

### Royal Excel Mouscron
En janvier 2016, il rejoint en prêt le club belge de Mouscron-Péruwelz.

## Carrière
- 2009-2012 : Racing Club Avellaneda  Argentine
- 2012- Sporting CP  Portugal
- 2013-2014 : Racing Club Avellaneda  Argentine (prêt)
- 2014-2015 : Karabükspor  Turquie (prêt)

## Statistiques
| Saison      | Club        | Pays      | Championnat      | Championnat | Championnat | Coupes nationales | Coupes nationales | Coupe d'Europe | Coupe d'Europe | Coupe d'Europe | Total  | Total |
| Saison      | Club        | Pays      | Division         | Matchs      | Buts        | Matchs            | Buts              | Type           | Matchs         | Buts           | Matchs | Buts  |
| ----------- | ----------- | --------- | ---------------- | ----------- | ----------- | ----------------- | ----------------- | -------------- | -------------- | -------------- | ------ | ----- |
| 2012 - 2013 | Sporting CP | Portugal  | Liga             | 18          | 1           | 3                 | 0                 | C3             | 4              | 1              | 25     | 2     |
| 2013 - 2014 | Racing Club | Argentine | Primera División | 30          | 1           | -                 | -                 | CS             | 2              | 1              | 32     | 2     |
| 2014 - 2015 | Karabükspor | Turquie   | Süper Lig        | 21          | 3           | 2                 | 1                 | C3             | 1              | 0              | 24     | 4     |

Dernière mise à jour le 29 août 2014.

## Palmarès
- Finaliste de la Coupe d'Argentine de football avec le Racing Club Avellaneda (2011-2012)